# 高松大学
高松大学（たかまつだいがく、英語: Takamatsu University）は、香川県高松市春日町960番地に本部を置く日本の私立大学。1996年創立、1996年大学設置。大学の略称は高大（たかだい）。

## 概観

### 建学の精神（校訓・理念・学是）
高松大学では4ヶ条からなる「建学の精神」を制定しており、目指す大学像が提示されている。また、高松大学では「教育理念」を定めており、高松大学の教育について実現すべき4項目が示されている。これらの「建学の精神」や「教育理念」に基づき、具体的な「教育目標」を定めている。
高松大学は、平成27年度に公益財団法人日本高等教育評価機構による大学機関別認証評価を受審した結果、機構の定める大学評価基準に適合していると「認定」された。

### 教育および研究
- 経営学部では、教育方針の1つに地域に貢献できる職業人の育成を上げている。そこで講義においても、1年生から4年生の全学生がゼミナールに所属し、教員から「人間力」を向上させるための指導を受けている。また、講義の中でも企業におけるインターンシップに重点を置いている。インターンシップ教育としては1年生には「職業とは、企業人とは」といった概念を持たせ、2年生にはグループで企業に派遣してのインターンシップ教育を行っている。また、3年生には本人の進路希望も考慮した企業でのインターンシップを行っている。

- 発達科学部では、子どもの教育・保育にあたるための「理論」と「実践力」を兼ね備え、子育て支援社会を支える豊かな心と創造力を身に付けた人材の育成を目指している。発達科学部の特色は4つある。①乳幼児から学童期における子育てにかかわる問題を総合的に勉強する。②対話をベースにする教育を重視し、1年次から少人数制のゼミナールに所属する。2年次からも一人の教員の指導を受けながら卒業論文作成を目指す。③早期から教育現場を経験する豊富な実習時間を用意している。④多様な免許・資格（保育士、幼稚園教諭一種免許状、小学校教諭一種免許状、特別支援学校教諭一種免許状）が取得できる。

## 沿革

### 年表
- 1968年 学校法人高松学園が認可される。　高松東幼稚園経営
- 1969年 高松短期大学を開学、児童教育学科が開設される。
- 1971年 法人の名称が四国高松学園に変更される。　高松短期大学保育科第二部が開設される。
- 1972年 高松短期大学専攻科（児童教育学専攻）が開設される。
- 1976年 高松短期大学音楽科が開設される。
- 1980年 高松短期大学専攻科（音楽専攻）が開設される。
- 1983年 高松短期大学秘書科が開設される。
- 1996年 高松大学を開学、 経営学部産業経営学科が開設される。
- 1998年 高松短期大学幼児教育学科が開設される。
- 2000年 高松大学大学院経営学研究科、高松大学経営学部マネジメントシステム学科、高松短期大学専攻科幼児教育専攻が開設される。
- 2002年 留学生別科が開設される。
- 2003年 産業経営学科が経営学科と改称。
- 2006年 発達科学部子ども発達学科が開設される。留学生別科の募集停止。

### 象徴
高松大学の学章は、アルファベットの「T」と「U」を組み合わせた意匠である。これは、大学の英語名称「Takamatsu University」の頭文字に因んでいる。なお、高松大学の「大学カラー」（いわゆるシンボルカラー）は緑色であり、「高大グリーン」と称している。

## 教育および研究

### 組織

#### 学部
- 経営学部
  - 経営学科
    - 企業経営コース
    - 経営情報コース
    - 会計コース
    - スポーツ経営コース
    - グローカルコース(2026年度入学生から)
- 発達科学部
  - 子ども発達学科
    - 児童教育コース
    - 幼児教育コース
    - 特別支援教育コース
    - 子どもビジネスコース

#### 大学院
- 経営学研究科（修士課程）
  - 経営学専攻

#### 附属機関
- 附属図書館
- 情報処理教育センター
- 生涯学習教育センター
- 地域経済情報研究所
- ベンチャークリエーション研究所
- 子ども研究所
- 地域連携センター

## 施設

### キャンパス
- 交通アクセス：JR高徳線木太町駅、ことでん志度線春日川駅、ことでん長尾線木太東口駅下車

キャンパスは香川県高松市春日町の春日川のほとりに位置する。JR高徳線の線路がすぐ近くを通っており、最寄駅は春日川を渡った1.2km先の木太町駅である。ことでん志度線の春日川駅から1.6km、長尾線の木太東口駅から2kmである。また、平日は高松駅・瓦町駅との間に無料スクールバスが運行されている。運営法人が同じである高松短期大学と併設、高松東幼稚園に隣接する。

## 学生生活

### クラブ・サークル活動
体育会系クラブ･サークルと文化系クラブ・サークルに分かれている。
ハンドボール部は2016年度現在で12回の全国大会出場、13回の西日本学生ハンドボール選手権大会出場、中四国学生ハンドボール選手権Ⅰ部で22回の優勝の業績を収めている。
男子バレーボール、女子バレーボール、サッカー部ともに香川・四国エリアで好成績を収めている。
- 体育会系クラブ・サークル
  - 男子バレーボール部
  - 女子バレーボール部
  - ハンドボール部
  - サッカー部
  - 軟式野球部
  - フットサル
  - バスケットボールサークル
  - tnk（シーズンスポーツ同好会）サークル
  - 卓球サークル
  - DANCEサークル
  - 剣道サークル
  - こぴぽんサークル
  - ドッジボール研究会サークル
  - ソフトテニスサークル

- 文化系クラブ･サークル
  - Jazz研究会
  - 児童文化部
  - ローバースカウト高松第15団
  - 茶道部
  - たぬきビジネス研究会
  - 書道部
  - 高松アカデミー・ウインドアンサンブル
  - ジャグリングファームサークル
  - ESSサークル
  - たーちゃん絵本ひろばサークル
  - 公務員受験サークル
  - 販売研究会サークル
  - 写真サークル
  - PC研サークル
  - ロイヤルキッチンサークル
  - サブカルチャー研究サークル「カルチェ」サークル
  - 映画研究会サークル
  - SLC(Sign Language Club)サークル
  - Magicサークル
  - ONE-DAY-TRIP同好会サークル
  - 坂道研究会サークル

### 学生生活サポート
- 奨学制度
- 無料スクールバス
- 医務室
- 学生相談室
- アルバイト紹介
- 保護者教育懇談会
- 学生食堂
- 下宿紹介

### 国際交流プログラム
海外5校の大学と学術交流協定を結んでいて、海外研修のサポートや学内にての国際交流も盛んに行われている。

### 地域連携プログラム
学科、ゼミナール、クラブなどのグループで地域にかかわる連携プログラムを導入し、学外でコミュニティの人と一緒に活動する中での「学び」も重視している。これまでの活動としては
- 読み聞かせ隊
  - 発達科学部ゼミ活動の一環として各自が絵本や紙芝居の研究を行いコミュニティの子どもたちへ成果を発表。

- さぬき高松ポンポコ祭り
  - 「たぬきビジネス研究会」が高松のお祭りで出店。商品開発、運営、広報まですべてが学生によって運営。

- 香川オリーブガイナーズでボランティア
  - 大学経営学科・短大秘書科の学生が地元球団の試合運営をサポート。

### 教育研究支援
地域に開かれた大学を目指し社会に開放している。
- 地域経済情報研究所
- ベンチャークリエーション研究所
- 子ども研究所
- 生涯学習教育センター
- 地域連携センター

### 就職支援プログラム
1年次という早期から就職活動を意識したオリエンテーションやガイダンスが行われている。キャリア支援課のきめ細やかなサポートで毎年高い水準の就職内定率を維持。また、ゼミナールや研究室担当教員と連携し学生の個性にあった就職先の支援を行っている。

### 他大学との協定
- 単位互換協定
  - 放送大学[5]
- 学術交流協定
  -  西安外事学院
  -  西北大学
  -  河南財経学院
  -  クライストチャーチ・ポリテクニック工科大学
  -  大田保健大学

## 主な出身者
- 高橋宏幸（サッカー選手）
- 福家勇輝（サッカー選手）

## 著名な教職員
- 佃昌道（経営学部教授、学校法人四国高松学園理事長、高松大学学長）
- 松繁寿和（経営学部教授）

## 公式サイト
- 高松大学・高松短期大学トップページ